# Olena Juntschyk
Olena Juntschyk (ukrainisch Олена Юнчик, wiss. Transliteration Olena Junčyk; * 9. September 1982 in Riwne) ist eine ehemalige ukrainische Freestyle-Skierin. Sie war auf die Disziplin Aerials (Springen) spezialisiert.
Juntschyk trat international erstmals bei den Internationalen Jugendmeisterschaften 1994 in Laajavuori in Erscheinung, wobei sie den achten Platz errang. In den folgenden Jahren belegte sie bei den Internationalen Jugendmeisterschaften 1996 in Châtel den neunten Platz und bei den Internationalen Jugendmeisterschaften 1997 in Laajavuori den zweiten Rang. In ihrer letzten Saison als aktive Sportlerin 1997/98 nahm sie an drei Weltcups teil, wobei sie die Plätze 16, 17 und 12 belegte. Bei den Olympischen Winterspielen 1998 in Nagano wurde sie Zehnte.